# گور کانهای علی‌اصغر
گور کانهای علی‌اصغر مربوط به هزاره اول قبل از میلاد است و در شهرستان ورزقان، بخش مرکزی، دهستان ازومدل جنوبی، ۱/۵ کیلومتری شمال روستای روادانق واقع شده و این اثر در تاریخ ۲۷ بهمن ۱۳۸۷ با شمارهٔ ثبت ۲۴۶۹۵ به‌عنوان یکی از آثار ملی ایران به ثبت رسیده است.